# Jean-Marc Aveline

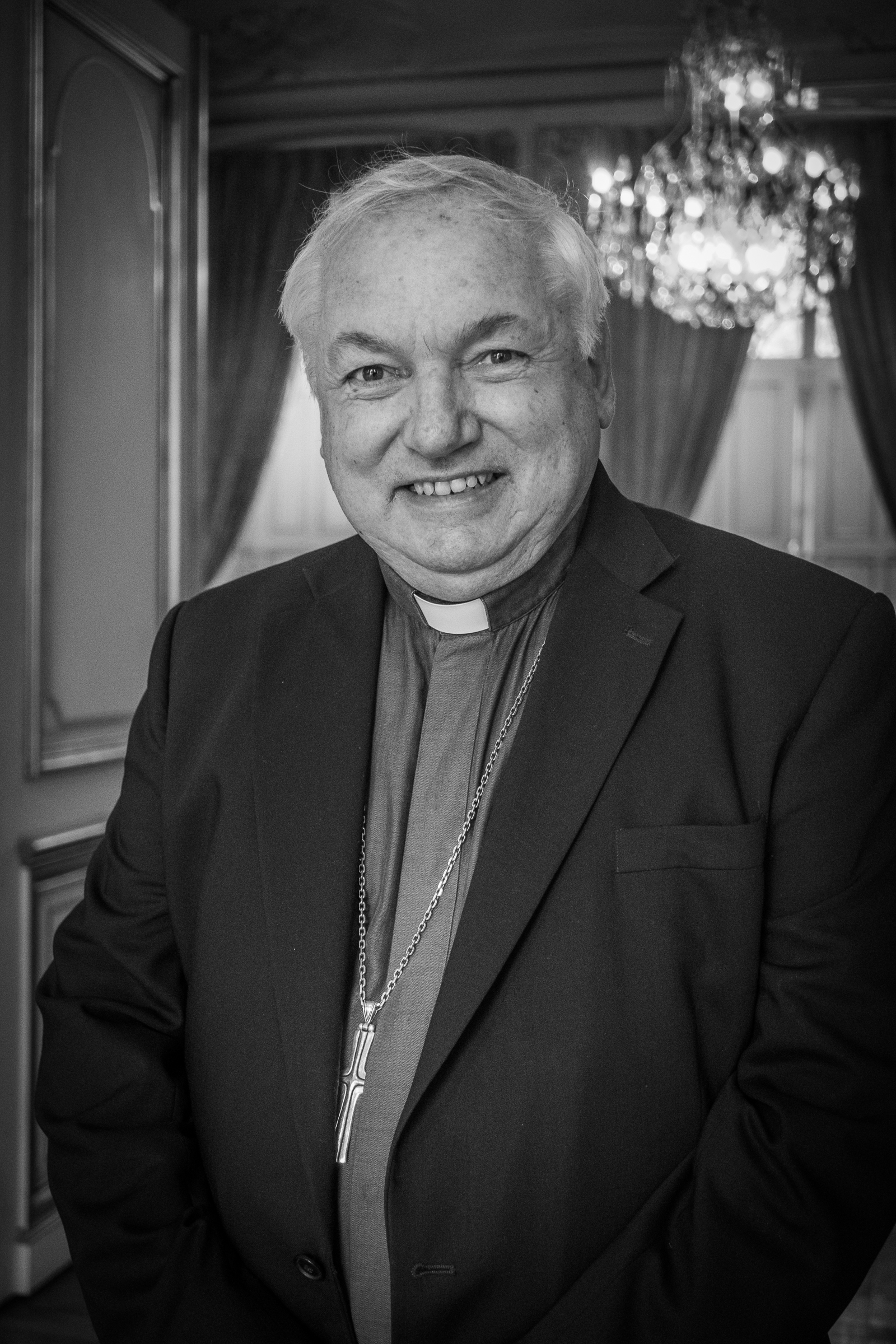
Jean-Marc Aveline (2021)

Kardinalswappen

Jean-Marc Noël Kardinal Aveline (* 26. Dezember 1958 in Sidi Bel Abbès, Algerien) ist ein französischer Geistlicher, Dogmatiker und Erzbischof von Marseille sowie Kardinal der römisch-katholischen Kirche.

## Leben
Jean-Marc Aveline wuchs in Marseille auf. Er trat 1977 ins interdiözesane Seminar von Avignon ein und studierte Philosophie sowie Theologie am Institut Catholique de Paris und Université Paris 1 Panthéon-Sorbonne und Universität Paris IV sowie der Sorbonne. Am 3. November 1984 empfing er das Sakrament der Priesterweihe. Von 1986 bis 1991 war er Professor für dogmatische Theologie und Studienleiter am interdiözesanen Seminar in Marseille und Gemeindepfarrer in Saint-Marcel in Marseille. Von 1987 bis 2007 wirkte er als Bischofsvikar für die Weiterbildung und die universitäre Forschung und war Mitglied des Pastoralteams der Pfarrei Saint-Pierre-Saint-Paul. Zudem hatte er von 1991 bis 1996 die Leitung des diözesanen Berufungsdienstes inne und war Diözesanbeauftragter für die Seminaristen. 1992 war er Gründungsdirektor des Institut de sciences et théologie des religions (ISTR) in Marseille, ein Amt, das er bis 2002 innehatte. Von 1995 bis 2013 war er Direktor des Institut Saint-Jean, das 1998 zum Institut catholique de la Méditerranée (ICM), einer mit der Katholischen Universität Lyon assoziierten Organisation, wurde. An der Theologischen Fakultät der Katholischen Universität Lyon lehrte er von 1997 bis 2007.
2007 wurde Jean-Marc Aveline Generalvikar des Erzbistums Marseille. Von 2008 bis 2013 war er Konsultor des Päpstlichen Rats für den Interreligiösen Dialog.
Papst Franziskus ernannte ihn am 19. Dezember 2013 zum Titularbischof von Simidicca und Weihbischof in Marseille.  Die Bischofsweihe spendete ihm der Erzbischof von Marseille, Georges Paul Pontier, am 26. Januar des folgenden Jahres. Mitkonsekratoren waren die emeritierten Erzbischöfe von Marseille, Roger Kardinal Etchegaray und Bernard Kardinal Panafieu.
Er war Mitglied des Ausschusses für Studien und Projekte der Französischen Bischofskonferenz (2016–2017) und Präsident des Rates für interreligiöse Beziehungen und neue religiöse Strömungen (2017–2018).
Papst Franziskus ernannte ihn am 8. August 2019 zum Erzbischof von Marseille. Die Amtseinführung fand am 15. September desselben Jahres statt.
Am 8. Juli 2020 berief ihn Papst Franziskus zum Mitglied des Päpstlichen Rates für den Interreligiösen Dialog (seit 2022: Dikasterium für den Interreligiösen Dialog) und am 13. Juli 2022 zum Mitglied des Dikasteriums für die Bischöfe.
Im Konsistorium vom 27. August 2022 nahm ihn Papst Franziskus als Kardinalpriester mit der Titelkirche Santa Maria ai Monti in das Kardinalskollegium auf. Die Besitzergreifung seiner Titelkirche fand am 23. April 2023 statt.
Im September 2023 empfing Kardinal Aveline Papst Franziskus bei dessen Auslandsreise in Marseille. Am 2. April 2025 wurde er in Lourdes zum neuen Präsidenten der Französischen Bischofskonferenz gewählt, seine dreijährige Amtszeit beginnt am 1. Juli desselben Jahres.
Kardinal Aveline nahm am Konklave 2025 teil, das Leo XIV. wählte. Im Vorfeld der Wahl zählte er selbst zu den in den Medien häufig als möglicher Nachfolger des verstorbenen Franziskus Genannten.

## Ehrungen und Auszeichnungen
- 2018 - Ordre national du Mérite (Ritter)[13]
- 2022 - Ehrenlegion (Ritter)[14]

## Schriften
- L’enjeu christologique en théologie des religions : le débat Tillich-Troeltsch , Verlag Cerf 2003, ISBN 978-2-204-07039-3
- Le guide de la transmission du patrimoine , Eyrolles Group 2006, ISBN 978-2-7081-3467-6
- mit Christian Prisco-Chreiki: Gestion du patrimoine, Eyrolles Group 2007, ISBN 978-2-212-53808-3
- Humanismes et religions: Albert Camus et Paul Ricoeur, Lit Verlag 2014, ISBN 978-3-643-90453-9
- François d’Assise et de Marseille, Chemins de dialogue 2016, ISBN 979-10-93441-07-8
- mit Henry Fautrad: Musulmans : comprendre, rencontrer, aimer : essai pastoral pour un témoignage chrétien auprès des musulmans, Verlag Editions Emmanuel 2018, ISBN 978-2-35389-682-0
- Jean-Louis Tauran : le courage et la liberté, Chemins de dialogue 2019, ISBN 979-10-93441-21-4
- Bonjour Marseille!, Chemins de dialogue 2020, ISBN 979-10-93441-25-2